# 東京農業大学第二高校ラグビー部自殺事件
東京農業大学第二高校ラグビー部自殺事件（とうきょうのうぎょうだいがくだいにこうこうラグビーぶじさつじけん）は、日本の高等学校の部活動で起きた自殺事件。

## 概要

### 事件まで
この事件で自殺することとなる生徒は、2000年4月に東京農業大学第二高等学校に入学し、4月8日にはラグビー部に入部していた。5月よりラグビー部の先輩よりシメと呼ばれる暴力を受けるようになる。6月10日には入部してからの初めての保護者会が開かれ、部長でもある教頭は保護者に指導には一切口を出さないように話していた。生徒は9月28日より過呼吸を起こすようになり、その後も何度かかなり激しい発作を起こすようになる。
2001年には2年生に上がりラグビー部の主要メンバーとなる。同年8月頃より指導陣からのプレッシャーがきつくなり、他の生徒のミスでも怒られるようになったり厳しい言葉を浴びせられるようになった。11月6日は学校のクラスの合宿であったのだが、この時には何度も叫びながら泣き出していた。12月7日には怪我をして外科病院で治療。12月17日にも同じ部位を怪我して病院で治療する。
2002年3月24日には、いつもは帰宅するとすぐダイニングに顔を出すが、その日は自室に直行した。不審に思った母親は自室に行き、会話の中でラグビーの言葉が出たとたんに過呼吸の発作を起こす。しかし、生徒は翌日に合宿が控えており、出れなくなれば困ると救急車を呼ぶのを拒否していた。翌3月25日は合宿に出発するときに何度も玄関まで往っては立ち止まるという動作を繰り返していた。それから呼吸が荒くなりあえぎ始めたため、母親は合宿には行かせないことにした。午前8時4分頃に母が総監督に電話をして欠席を申し出たが、「治ったら参加させてください」と言われた。それから約1時間半後、この連絡を知らない別の監督がマネージャーに自宅に連絡を入れさせた。これに対して生徒は「策略だ」や、「指導陣は人間ではない」と話した。その後に生徒は自殺をはかり、それを母親が発見して救急車で病院に搬送されたが、1時35分頃に死亡した。

### 事件から
事件が発生してからの学校側の保護者に対する対応に誠意が無かったため、両親は事件発生からの1年後に、生徒が過呼吸を患い自殺したというのは、当時のラグビー部の監督らが健康管理義務を怠り、厳しい練習を強いていたことが原因であるとして、学校法人や校長や顧問らを相手取って裁判を起こした。2005年9月1日には14回目の裁判が開かれ、そこで裁判長による職権和解が成立した。このことにより東京農業大学第二高校には記念碑が設置されたり、以後の部活動では部員の健康や安全に配慮をした指導を行うこととされた。この時期には教育に関する裁判では、原告が敗訴するということが相次いでいたために、被告側が過ちを認めるということで原告側が実質的に勝訴をしたという画期的な結果であった。両親はこの職権和解に感謝をしたものの、学校側からは反省の気持ちがあまり感じられないと話している。
AERAの2005年11月14日号にパニック障害の危険性の記事が掲載され、ここで最悪のケースとしてこの自殺事件が紹介される。部活動の厳しい練習のストレスが原因で過呼吸になったとされていた。これについて五十嵐良雄は、若者の複雑化するストレス反応に周囲がどう認識を深めるかや、若者のストレス耐性をどう強化するかが社会的な課題であり、本人も周囲もストレスへの弱さで片付けるということは危険。異常は異常として認識して、しかるべき専門家に相談することを求める。ストレス反応の背景には弱さとは違うレベルの問題が隠れているかも知れないと述べた。
保護者は2006年3月上旬に下関駅殺傷事件に関連した保障や謝罪についての取材を朝日新聞から受ける。ここでは両親は、事件を風化させないことや学校や教育者達に対して警鐘を鳴らし続けることが今の思いであるということを伝える。